# Simalia nauta
Simalia nauta (syn. Morelia nauta) är en ogiftig art av pytonorm som återfinns på Tanimbaröarna i Indonesien.

## Beskrivning
Likheterna med dess nära släkting ametistpyton (Simalia amethistina) är många. Simalia nauta är en orm som anpassat sin livsstil till att leva i träden, det är en väldigt långsmal orm som kan nå längder runt två meter som mest, honorna är aningen större än hanarna. Det relativt kraftiga huvudet är tydligt markerat från den långsmala halsen. De har långa tänder i jämförelse med huvudstorleken. 

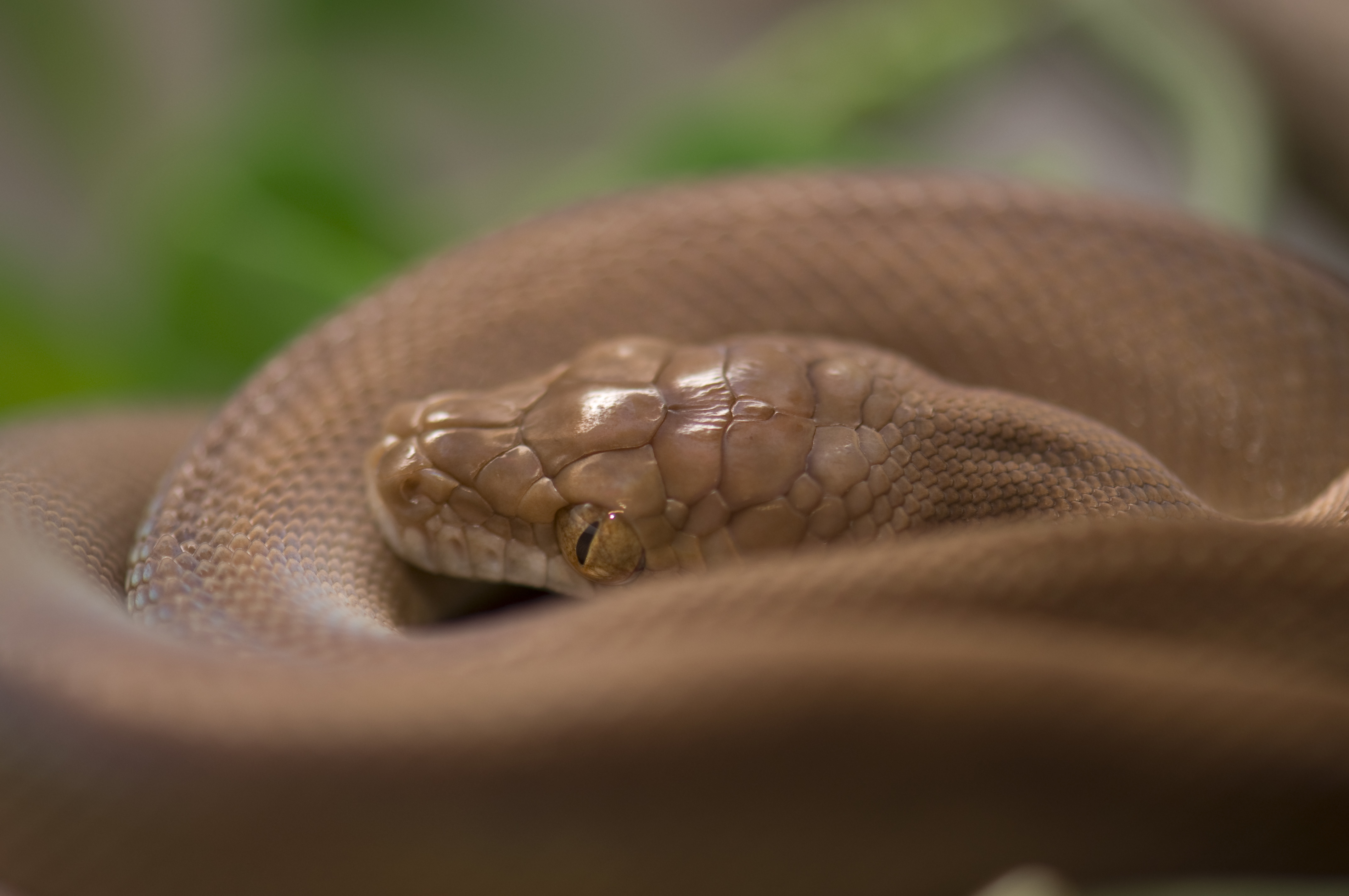
En Axanthisk enfärgad Simalia nauta.

Simalia nauta är inte enbart nattaktiv vilket många andra ormar är från familjen pytonormar utan jagar även sin föda under dagen. Det finns fyra färgvarianter av Simalia nauta: 
- Xanthisk (tydlig gulaktig, av grekiska xanthos) enfärgad
- Xanthisk mönstrad
- Axanthisk (avsaknad av gula pigment) enfärgad
- Axanthisk mönstrad